# Saüc (restaurant)
Saüc és un restaurant de Barcelona dirigit pel xef Xavier Franco a la cuina i Anna Doñate a la sala, creat l'any 2002.
Ubicat en un primer moment al passatge Pellicer de l'Eixample barceloní, l'any 2007 va rebre una Estrella Michelin. El març del 2011 es va traslladar a l'hotel 5 estelles Ohla, ubicat a la Via Laietana, amb un espai on guanyaria metres a la cuina i reduiria el nombre de comensals. Posteriorment, el març del 2016, estava previst que es traslladadés a prop de la seva antiga ubicació de l'Eixample, aquesta vegada al carrer Còrsega, 289-291, al nou hotel Ohla Eixample. Malgrat tot, al darrer moment les negociacions i les desavinences entre Xavier Franco i la cadena hotelera van fer que el projecte fracasés, i Franco va tancar el seu restaurant a l'Hotel Ohla, a Via Laietana.